# Ladby
Ladby – wieś w Danii, we wschodniej Fionii, w gminie Kerteminde, w regionie Dania Południowa.

## Stanowisko archeologiczne
W 1935 roku w pobliżu Ladby znaleziono jedyny pochówek łodziowy w Danii znany jako Łódź z Ladby. Łódź jest wystawiona w Muzeum Wikingów Ladby w kurhanie, gdzie została znaleziona, ale wzmocnionym betonowym sklepieniem wykonanym w 1937 roku. Oryginalne wyposażenie łodzi i pozostałości darów grobowych znajdują się w Muzeum Narodowym w Kopenhadze .